# I vecchi compagni
I vecchi compagni è un racconto lungo di Carlo Cassola, pubblicato da Einaudi nel 1953.

## Trama
Nel periodo del Fascismo vivono a Volterra alcuni boscaioli e alabastrai amareggiati per il trionfante regime e disperati per la miseria e per le disgrazie familiari.
Ognuno di loro è protagonista di una triste storia individuale.
Arnaldo, che ha subito il duro carcere ed è rimasto senza un soldo e una casa, si suicida gettandosi dallo strapiombo delle Balze; Piero, ex lavoratore al cantiere di rimboschimento e ora ritornato a fare l'alabastraio, perde il padre logorato dalla vita del bosco e vede la moglie costretta in sanatorio; Mario Lorenzi, che è uscito dalla prigione stanco e invecchiato, soffre di vergogna per aver chiesto la tessera del fascio; Vasco, un tipo taciturno, pensa sia giunto il momento di ricostruire le file comuniste; il Bottecchia, di mestiere barbiere, è ammalato di tubercolosi; Mommi, il più giovane e onesto degli alabastrai sembra vivere solo per appoggiare la causa degli oppressi.
Questo gruppo di compagni è solito ritrovarsi alla sera all'osteria dello Sgherro dove è sempre presente Baba che è il responsabile clandestino del Partito comunista.
Quando scoppia la guerra del '40, il gruppo si disperde. Nello e Mommi vengono richiamati alle armi, Vasco si reca a lavorare in Germania, Bottecchia muore e rimangono a Volterra solamente Piero e Baba.
Dopo l'8 settembre, con Badoglio al potere e la guerra che continua, Piero e altri compagni organizzano a Volterra delle squadre per cercare e picchiare i fascisti che sono ancora in circolazione.
Ritorna intanto dal fronte francese Mario che racconta di aver fondato una cellula comunista al reggimento e di aver contatti con i comunisti francesi.
Intanto due individui, che si fanno passare per viaggiatori di alabastro mentre in realtà sono emissari del Partito, si incontrano con Baba per dargli istruzioni sul come riorganizzare i quadri comunisti a Volterra mentre nella città i fascisti si stanno organizzando. In previsione del piano di lotta contro fascisti e tedeschi, Mario viene escluso dalle attività del Partito.
Si ricostruisce intanto il fascio repubblichino e le forze comuniste e partigiane subiscono duri colpi.
Nello, Vasco e Mommi vengono arrestati, Nello viene fucilato e vengono uccisi diciotto partigiani presi sul Montemaggio dai fascisti.
Firenze e Pisa vengono liberate in agosto e in seguito la liberazione avviene anche per Volterra. Ma la Liberazione non crea coesione tra i militanti e così "«Vecchi compagni» e giovani della nuova generazione si fronteggiano in accese e recriminanti discussioni: sul Partito che deve diventare partito di massa; sulla rivoluzione socialista ancora una volta rimandata; sull'incomprensibile tatticismo di certa condotta politica che vede le sinistre allearsi coi democristiani («era una vergogna andare a braccetto coi borghesi e coi preti».
Il racconto si chiude con il rimpianto di Baba per il periodo clandestino e la triste constatazione che dei vecchi compagni non è rimasto quasi nessuno.

## Analisi dell'opera
A presentare l'opera della prima edizione del '53 pubblicata da Einaudi fu Elio Vittorini che, sul risvolto di copertina, metteva in risalto l'interesse di Cassola, anche in questo racconto, «a quanto dell'uomo è la superficie mutevole della sua realtà; cioè ai suoi atteggiamenti di coscienza e alle azioni che nascono dai suoi atteggiamenti di coscienza»
Questo giudizio, secondo Giuliano Manacorda, "metteva in chiaro la differenza tra il neorealismo tutto estroverso nei suoi contenuti politicizzanti e questa scrittura di Cassola, assai più attenta alla dimensione interiore dell'individuo visto nella sua generale umanità piuttosto che nella specifica condizione di cittadino; sicché a questi antieroi cassoliani capita di essere allegri quando non parlano di politica e tristi quando ne parlano".
Malgrado ciò si può scorgere nella struttura del racconto la presenza del clima neorealistco come sostiene lo stesso Manacorda che scrive: "esso si svolge nella precisa cronologia degli anni e dei mesi e li qualifica mediante riferimenti a persone e situazioni reali, usa frequentemente del dialogato e adotta un lessico e un fraseggiare meno neutri e familiari di quelli che siamo soliti incontrare nei racconti di Cassola; infine, la dimensione della storia, che si affianca a quella dell'esistenza o prevale su di essa, elimina le tipiche espressioni sospirose sulla vita che abbiamo tanto spesso incontrato sulle labbra di quei personaggi messi a tu per tu con il proprio esistere".

## Edizioni
- Carlo Cassola, I vecchi compagni, Einaudi, 1953.